# Ardisia martinensis
Ardisia martinensis es una especie de planta de flor en la familia Myrsinaceae. 
Es endémica del Perú. Está amenazada por pérdida de hábitat.

## Fuente
- World Conservation Monitoring Centre 1998. Ardisia martinensis. 2006 IUCN Lista Roja de Especies Amenazadas; bajado 20 de agosto de 2007

- Datos: Q1338853